# Alexander Bogdan Adamescu
Alexander Bogdan Adamescu (n. 6 mai 1978, București, România) este un controversat om de afaceri româno-german, urmărit internațional pentru infracțiuni de corupție. Fiul lui Dan Grigore Adamescu, Alexander a ocupat funcții de conducere între 2006 și 2013 în cadrul concernului The Nova Group (Flamingo International, Astra Asigurări, România Liberă, Unirea Shopping Center, hotelurile Lido, Rex-Mamaia, Pullman) deținut de tatăl său. Din septembrie 2013, acesta s-a stabilit la Londra. În 2016, autoritățile române au emis un mandat european de arestare pe numele său, Adamescu fiind acuzat de mituirea unor judecători români.

## Tinerețe și cariera
Alexander Bogdan Adamescu, fiul lui Dan Grigore Adamescu și al Carlei Adamescu, s-a născut în 1978 în București, într-o familie înstărită. În 1978, la vârsta de 30 de ani, tatăl sau, Dan Grigore Adamescu, ce lucra ca șef de serviciu la I.C.L “Universul-Consignația”, o întreprindere ce gestiona bunuri de consum venite din import – precum țigări, măsline, cafea, whisky – pleacă în Germania Federală pentru tratarea unei tumori la [null hipofiz]ă ce nu putea fi operată în România.
Stabilit în Germania, Alexander Bogdan Adamescu obține cetățenie germană și urmează cursuri liceale. Ulterior se mută la Paris pentru a studia filosofia. Își completează educația prin studii postuniversitare în economie, statistică și matematică la universități din Germania și Franța.
În 2005, Alexander Bogdan Adamescu pleacă la New York pentru a lucra ca cercetător la New York University și ca asociat al firmei de consultanță McKinsey.

## Om de afaceri
În 2006, Alexander Bogdan Adamescu se întoarce în România și se implică în afacerile familiei. Prima funcție este de vicepreședinte al Consiliului de Supraveghere al asiguratorului Astra Asigurări. Ulterior, acesta devine director general al Baumeister, o companie de construcții din grupul The Nova Group, cu o cifră de afaceri de €47 milioane în 2008.
În toamna lui 2009, Adamescu devine președinte al Consiliului de Administrație al retailerului de electronice, electrocasnice și IT&C Flamingo International. Ocupă funcția doar două luni, deoarece Flamingo intră în insolvență și este executat silit de către creditori.
În aprilie 2011, Adamescu devine președinte al Consiliului de Administrație al companiei hoteliere Intercontinental București (RCHI), administrator al hotelului omonim din București.
În același an, Adamescu îl înlocuiește pe Radu Mustățea ca președinte al Astra Asigurări și pornește un ambițios program de extindere peste hotare. Justificând alegerea fiului său ca președinte al Astra, Dan Grigore Adamescu explica că acesta este cel mai bine plasat pentru a prelua conducerea companiei, date fiind studiile sale din străinătate și experiența sa ca vicepreședinte al Consiliului de Supraveghere al Astra.
Sub conducerea sa, Astra Asigurări se instalează ca cel mai mare asigurator din România, cu venituri de peste 1 miliard de lei (2011) și cu o cotă de piață de 20%.
În 2012, la inițiativa lui Alexander Bogdan Adamescu, Astra se extinde în Slovacia, prin deschiderea unei prime sucursale la Bratislava. „Decizia de extindere pe piața din Slovacia face parte din planul strategic de dezvoltare pe care Astra și l-a propus pentru anul în curs. Pentru început, Astra Poistovna va activa pe segmentele de business în care asiguratorul român deține poziții importante pe piața din România: bunuri și clădiri, CASCO și RCA“,  declara atunci Alexander Bogdan Adamescu. Tot în 2012, Astra Asigurări deschide o reprezentantă în Georgia, condusă tot de Alexander Bogdan Adamescu].
În aprilie 2012, Adamescu este numit președintele consiliului de administrare al Pool-ului de Asigurare Împotriva Dezastrelor (PAID).
Adamescu a fost și membru în consiliul de administrație al Medien Holding, un joint venture în domeniul media între Westdeutsche Allgemeine Zeitung (WAZ) și The Nova Group. Compania este acționar principal în societatea "R", care editează cotidianul "România Liberă". WAZ este unul din cele mai influente trusturi media din Europa, cu un portofoliu de peste 180 ziare și reviste, peste 120 publicații comerciale și 17 tipografii.
În 2013, Adamescu se mută la Londra și se înscrie la cursurile prestigioasei universități Royal Central School of Speech and Drama. Rămâne însă implicat în conducerea Nova Group. 
În septembrie 2017, Adamescu devine președintele Consiliului de Administrație al magazinului Unirea Shopping Center din București.

## Controverse
În 2013, Adamescu este amendat cu 30.000 de lei de către Consiliul Autorității de Supraveghere Financiară pentru nerespectarea legislației în privința modului de gestionare a dosarelor de daună. Cu scurt timp înainte, în septembrie 2012, Alexander Bogdan Adamescu renunțase la funcția de președinte al Astra, dar rămânând vicepreședinte al consiliului de supraveghere.
În februarie 2014, ASF deschide o procedură de redresare financiară prin administrarea specială a Astra Asigurări. Acționarii sunt suspendați iar KPMG este numit administrator temporar. Conform ASF, societatea subestimase în mod voit daunele pe care ar trebui să le plătească, iar rezervele companiei erau cu 40% mai mici decât minimul legal financiar (100 milioane lei). Mai mult, Astra Asigurări ar fi gestionat defectuos dosarele cu cel mai mare risc (cel de catastrofe naturale), printr-o expunere subevaluată și printr-un plasament către reasigurători fără rating (off-shore-ul Panamerican Re din Insulele Cayman și piața CSI). Ca urmare a acestei acțiuni, pe 29 aprilie 2016, Curtea de Apel București decide în mod definitiv falimentul asiguratorului.
Conform ziarului Național, în timpul mandatului lui Alexander Adamescu la Astra Asigurări, compania ar fi încheiat o serie de polițe de asigurare false către companii deținute de către The Nova Group. Polițele de risc financiar, cu valori cuprinse între 5 și 30 de milioane de lei, ar fi fost apoi folosite de firmele familiei Adamescu pentru a justifica în fața instituțiilor bancare că nu exista nici un risc în derularea creditelor și contractelor comerciale cu aceste firme.  Printr-un email scris de către Alexander Adamescu și publicat în 2014, acesta ar fi ordonat managerilor celor 17 firme din cadrul The Nova Group să încheie asemenea polițe cu Astra Asigurări.
Conform Direcției Naționale Anticorupție, Alexander Adamescu este acuzat alături de tatăl sau, Dan Grigore Adamescu, de dare de mită. Între iunie și decembrie 2013, cei doi ar fi transferat prin intermediari suma de €15.000 și 23,000 lei (aproximativ €5,000) către Stanciu Ion și Roventa Elena, judecători ai Secției VII civile de pe lângă Tribunalul București cu scopul de a obține soluții favorabile în dosare legate de insolvența Astra Asigurări. Sumele ar fi fost transferate din conturile a două societăți: Baumeister Utilaje Echipamente și Baumeister Prestări Servicii, ambele controlate de suspecții Dan Grigore Adamescu și Alexander Bogdan Adamescu, pe baza unor contracte de asistență juridică fictive încheiate de avocatul George Claudiu Dumitru. În urma procesului, Dan Grigore Adamescu este condamnat definitiv în mai 2016 la patru ani și patru luni de închisoare cu executare.
La scurt timp, Alexander Adamescu, prin intermediul The Nova Group, dă în judecată statul român la Curtea de Arbitraj de la Washington (ICSID). Conform comunicatului oficial remis publicității, “În scopul de a împiedica fuziunea, în februarie 2014, statul a plasat Astra Asigurări sub administrare specială. Cu toate că Autoritatea de Supraveghere Financiară (ASF) a aprobat ulterior un plan de restructurare care includea fuziunea Axă, iar TNG a majorat capitalul Astra, așa cum solicita ASF în luna octombrie 2014, statul român și-a încălcat ulterior angajamentele."
La cererea Direcției Naționale Anticorupție, Alexander Adamescu este reținut în baza unui mandat european de arestare pe 15 iunie 2016 de către polițiștii britanici. Pașaportul îi este oprit și este plasat în arest la domiciliu, în așteptarea extrădării în România. Conform legislației în vigoare, Adamescu este obligat să poarte pe picior un dispozitiv de localizare. 
Pe 25 aprilie 2017, Westminster Court decide suspendarea deciziei de extrădare a lui Adamescu, în așteptarea veridictului Curții de Arbitraj de la Washington. În prezent, Adamescu se află în arest la domiciliu în Londra, în așteptarea extrădării.

### Reacții
Cazul lui Alexander Adamescu a făcut obiectul unui număr de articole apărute în presa britanică și americană. David Clark, un fost oficial al Ministerului de Externe britanic, publică în ianuarie 2017 un raport pe site-ul Henry Jackson Society în care detaliază cazul Adamescu, ridicând întrebări vis-a-vis de integritatea actului de justiție din România. Acesta îl descrie pe Adamescu drept o victimă nevinovată a luptei dintre Victor Ponta și Traian Băsescu. În apărarea lui Adamescu se exprimă un număr de personalități, precum Graham Brady, membru al Parlamentului britanic, Patrick Basham, director al The Democracy Institute, Peter Oborne, fost comentator politic al The Daily Telegraph, Robert Amsterdam, avocat de drept internațional. O petiție este de asemenea lansată pentru a atrage atenție asupra cazului Alexander Adamescu.

## Viața personală
În 2008, Alexander Bogdan Adamescu are o scurtă relație cu Cristina Spatar, cântăreață română de muzică R&B și dance/pop.
În prezent, Alexander Bogdan Adamescu trăiește la Londra și este într-o relație cu Adriana Constantinescu cu care are trei copii. Doi sunt născuți în Regatul Unit, iar al treilea la Viena.
Până în 2016, Adamescu a locuit într-o casă închiriată de către Astra Asigurări în cartierul Kingston-Upon-Thames. Conform contractului de închiriere, chiria lunară se ridica la suma de 6.250 lire sterline.